# Omanische Davis-Cup-Mannschaft
Die omanische Davis-Cup-Mannschaft ist die Tennisnationalmannschaft des Omans.

## Geschichte
1994 nahm der Oman erstmals am Davis Cup teil. Dabei kam die Mannschaft nie über die erste Runde in der Asien/Ozeanien-Gruppenzone II hinaus. Bester Spieler ist Khalid Al-Nabhani mit 60 Siegen bei insgesamt 64 Teilnahmen. Er ist damit gleichzeitig Rekordspieler seines Landes.